# Noilly Prat
Noilly Prat er en vermouth som fremstillet af vindruer fra Marseillan i Hérault i Frankrig. 
Den originale opskrift er fra Joseph Noilly i 1813, og navnet er en sammentrækning af hans efternavn og hans svigersøn Claudius Prats.  Noilly Prat har en volumprocent på 18 og er en tør hvidvin, som i Europa både bruges som aperitif og til madlavning. I USA anvendes den til cocktailen Dry martini.